# سنط أسود
السنط الأسود هو نوع من أنواع السنط المتوطنة في منطقة على الساحل الجنوبي لغرب أسترالية.